# ماركوس بيتش كامبل
ماركوس بيتش كامبل (بالإنجليزية: Marcus Beach Campbell)‏ هو محامي وقاضي أمريكي، ولد في 18 نوفمبر 1866، وتوفي في 3 أغسطس 1944.